# Canton d'Emblavez-et-Meygal
Le canton d'Emblavez-et-Meygal est une circonscription électorale française du département de la Haute-Loire.

## Histoire
Un nouveau découpage territorial de la Haute-Loire entre en vigueur à l'occasion des élections départementales de 2015. Il est défini par le décret du 17 février 2014, en application des lois du 17 mai 2013 (loi organique 2013-402 et loi 2013-403). Les conseillers départementaux sont, à compter de ces élections, élus au scrutin majoritaire binominal mixte. Les électeurs de chaque canton élisent au Conseil départemental, nouvelle appellation du Conseil général, deux membres de sexe différent, qui se présentent en binôme de candidats. Les conseillers départementaux sont élus pour 6 ans au scrutin binominal majoritaire à deux tours, l'accès au second tour nécessitant 12,5 % des inscrits au 1er tour. En outre la totalité des conseillers départementaux est renouvelée. Ce nouveau mode de scrutin nécessite un redécoupage des cantons dont le nombre est divisé par deux avec arrondi à l'unité impaire supérieure si ce nombre n'est pas entier impair, assorti de conditions de seuils minimaux. Dans la Haute-Loire, le nombre de cantons passe ainsi de 35 à 19.
Le canton d'Emblavez-et-Meygal est formé de communes des anciens cantons de Vorey (5 communes), de Saint-Paulien (2 communes), du Puy-en-Velay-Nord (1 commune) et de Saint-Julien-Chapteuil (6 communes). Il est entièrement inclus dans l'arrondissement du Puy-en-Velay. Le bureau centralisateur est situé à Saint-Julien-Chapteuil.

## Représentation
| Période élective | Période élective | Mandat | Mandat   | Identité       | Nuance | Nuance | Qualité                                                    |
| ---------------- | ---------------- | ------ | -------- | -------------- | ------ | ------ | ---------------------------------------------------------- |
| 2015             | 2021             | 2015   | 2021     | Raymond Abrial |        | DVG    | Employé Maire de Saint-Pierre-Eynac (depuis 2001)          |
| 2015             | 2021             | 2015   | 2021     | Cécile Gallien |        | MoDem  | Cadre de la fonction publique Maire de Vorey (depuis 2008) |
| 2021             | 2028             | 2021   | en cours | Raymond Abrial |        | DVG    | Maire de Saint-Pierre-Eynac                                |
| 2021             | 2028             | 2021   | en cours | Fanny Sabatier |        | DVG    | Fonctionnaire Maire de Rosières depuis 2020                |

### Résultats détaillés

#### Élections de mars 2015
À l'issue du 1er tour des élections départementales de 2015, deux binômes sont en ballotage : Raymond Abrial et Cécile Gallien (DVG, 42,88 %) et Bernadette Courbon et Serge Dincq (FN, 21,22 %). Le taux de participation est de 55,95 % (5 554 votants sur 9 926 inscrits) contre 53,67 % au niveau départemental et 50,17 % au niveau national.
Au second tour, Raymond Abrial et Cécile Gallien (DVG) sont élus avec 74,86 % des suffrages exprimés et un taux de participation de 55,63 % (3 775 voix pour 5 521 votants et 9 925 inscrits).
Cécile Gallien est membre de LREM.

#### Élections de juin 2021
Le premier tour des élections départementales de 2021 est marqué par un très faible taux de participation (33,26 % au niveau national). Dans le canton d'Emblavez-et-Meygal, ce taux de participation est de 42,48 % (4 335 votants sur 10 204 inscrits) contre 40,17 % au niveau départemental. À l'issue de ce premier tour, le binôme constitué de Raymond Abrial et Fanny Sabatier (DVG , 82,23 %), est élu avec 82,23 % des suffrages exprimés.

## Composition
Le canton d'Emblavez-et-Meygal comprend quatorze communes entières.
| Nom                                            | Code Insee | Intercommunalité       | Superficie (km2) | Population (dernière pop. légale) | Densité (hab./km2) | Modifier                                    |
| ---------------------------------------------- | ---------- | ---------------------- | ---------------- | --------------------------------- | ------------------ | ------------------------------------------- |
| Saint-Julien-Chapteuil (bureau centralisateur) | 43200      | CC Mézenc-Loire-Meygal | 28,26            | 2 021 (2022)                      | 72                 | modifier les données · modifier les données |
| Beaulieu                                       | 43021      | CA du Puy-en-Velay     | 22,27            | 1 071 (2022)                      | 48                 | modifier les données · modifier les données |
| Chamalières-sur-Loire                          | 43049      | CA du Puy-en-Velay     | 13,40            | 517 (2022)                        | 39                 | modifier les données · modifier les données |
| Lavoûte-sur-Loire                              | 43119      | CA du Puy-en-Velay     | 10,16            | 813 (2022)                        | 80                 | modifier les données · modifier les données |
| Malrevers                                      | 43126      | CA du Puy-en-Velay     | 14,09            | 756 (2022)                        | 54                 | modifier les données · modifier les données |
| Mézères                                        | 43134      | CA du Puy-en-Velay     | 8,58             | 167 (2022)                        | 19                 | modifier les données · modifier les données |
| Le Pertuis                                     | 43150      | CA du Puy-en-Velay     | 11,89            | 542 (2022)                        | 46                 | modifier les données · modifier les données |
| Queyrières                                     | 43158      | CC Mézenc-Loire-Meygal | 13,95            | 357 (2022)                        | 26                 | modifier les données · modifier les données |
| Rosières                                       | 43165      | CA du Puy-en-Velay     | 26,82            | 1 536 (2022)                      | 57                 | modifier les données · modifier les données |
| Saint-Étienne-Lardeyrol                        | 43181      | CA du Puy-en-Velay     | 11,80            | 750 (2022)                        | 64                 | modifier les données · modifier les données |
| Saint-Hostien                                  | 43194      | CA du Puy-en-Velay     | 13,49            | 694 (2022)                        | 51                 | modifier les données · modifier les données |
| Saint-Pierre-Eynac                             | 43218      | CC Mézenc-Loire-Meygal | 23,99            | 1 250 (2022)                      | 52                 | modifier les données · modifier les données |
| Saint-Vincent                                  | 43230      | CA du Puy-en-Velay     | 20,40            | 1 070 (2022)                      | 52                 | modifier les données · modifier les données |
| Vorey                                          | 43267      | CA du Puy-en-Velay     | 39,23            | 1 466 (2022)                      | 37                 | modifier les données · modifier les données |
| Canton d'Emblavez-et-Meygal                    | 4306       |                        | 258,33           | 13 010 (2022)                     | 50                 | modifier les données                        |

## Démographie
En 2022, le canton comptait 13 010 habitants, en évolution de +4,05 % par rapport à 2016 (Haute-Loire : +0,36 %, France hors Mayotte : +2,11 %).
| 2013   | 2018   | 2022   |
| ------ | ------ | ------ |
| 12 343 | 12 678 | 13 010 |